# Казалночето
Казалночѐто (на италиански: Casalnoceto, на местен диалект: Casà, Каза) е село и община в Северна Италия, провинция Алесандрия, регион Пиемонт. Разположено е на 159 m надморска височина. Населението на общината е 1007 души (към 2010 г.).